# Escola Artur Martorell
L'Escola Artur Martorell de Badalona va ser fundada el 1969 per un grup ciutadà amb consciència de la necessitat d'una educació en català i per Catalunya. Porta el nom del mestre i pedagog Artur Martorell i Bisbal (Barcelona, 1894-1967).

## Història
Inicialment va ser una escola privada de la Institució Cultural del CIC, que aplicava un sistema de quota variable que regulava l'import mensual aportat per cada alumne en funció dels ingressos dels seus pares. Després es convertí en una cooperativa de mestres lligada al col·lectiu CEPEPC (Col·lectiu d'Escoles per l'Escola Pública Catalana) i des de 1986 és una escola pública de la Generalitat de Catalunya.

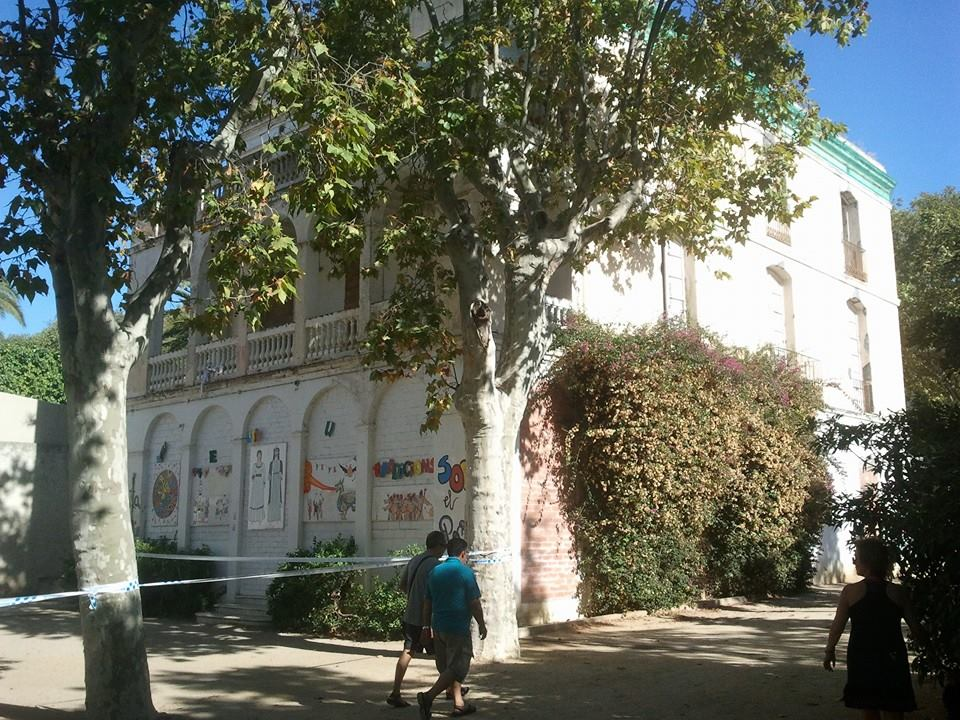
Un dels edificis de l'Escola Artur Martorell

L'escola s'ubicà inicialment a la casa d'estiueig de Can Solei, propietat de la família Coma i Cros, cedida per a tal fi. L'any 2001, l'Ajuntament de Badalona va comprar una finca que havia estat propietat del banquer Evarist Arnús, situada al costat de Can Solei, i va decidir connectar ambdues, anunciant que l'escola Artur Martorell era incompatible amb aquest projecte i que el centre s'havia de traslladar a uns terrenys propers a l'autopista A-19. Els pares dels alumnes es van mobilitzar contra aquest trasllat, argumentant que els alumnes perdrien el contacte amb la natura.
Finalment, l'escola va poder quedar-se al Parc de Can Solei i Ca l'Arnús, i el 28 de març de 2007 es va efectuar el trasllat als nous edificis que la Generalitat de Catalunya va edificar a la part de dalt del parc. La nova construcció implicà l'any 2005 la tala d'una desena d'arbres centenaris, error assumit per l'empresa GISA.